# Mamurales

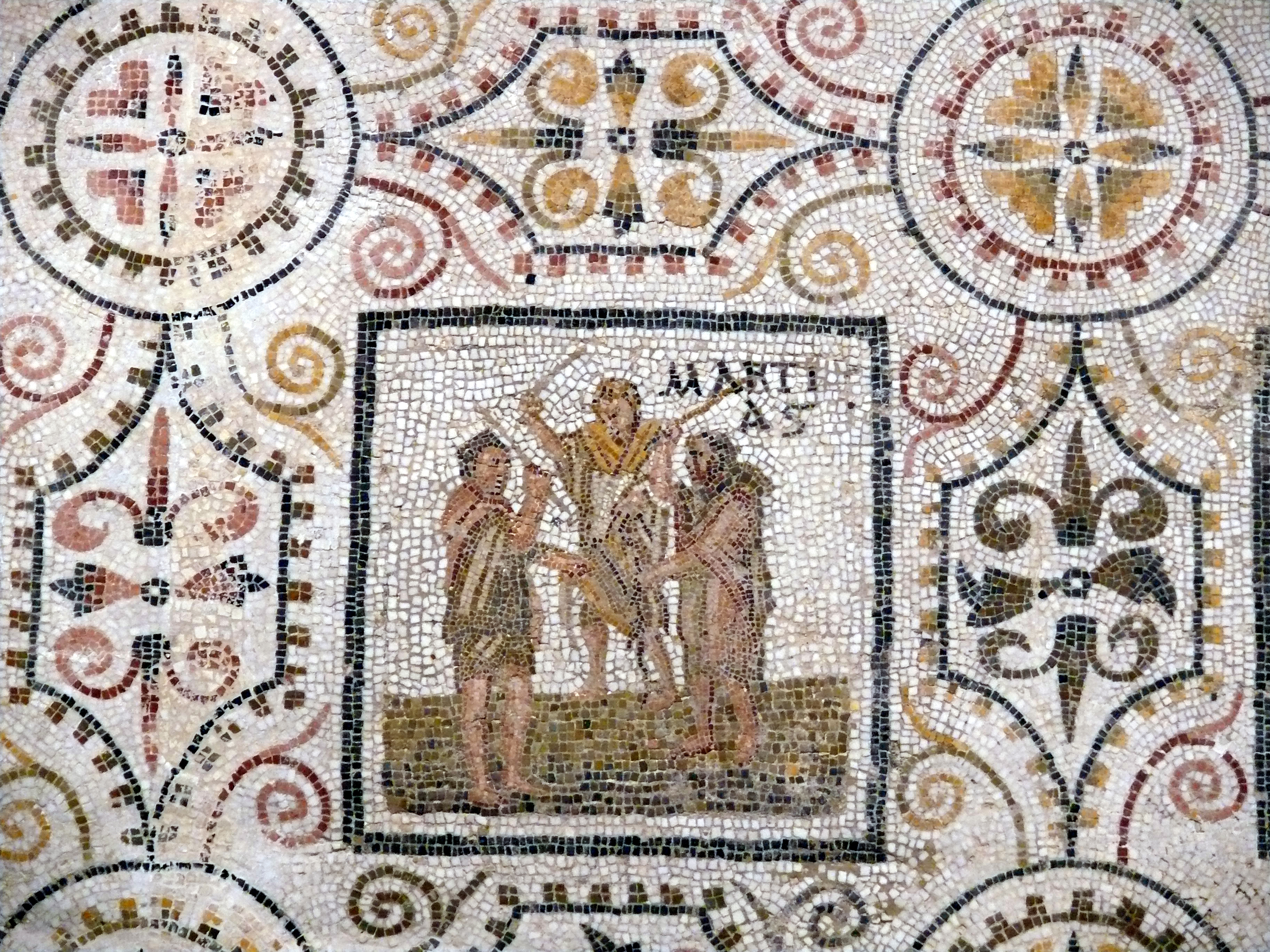
Panel de marzo de un mosaico de los meses, posiblemente el Rito de Mamurio (de El Djem, Túnez, primera mitad del). A pesar de lo tardío de la fecha, marzo se posiciona como el primer mes del año.

Las Mamurales, latín: Mamuralia o Sacrum Mamurio, en la religión de la Antigua Roma, eran unas fiestas que tenían lugar el 14 (o 15 de marzo), cuyo nombre solo aparece en fuentes de la Antigüedad tardía. Según Juan Lido, historiador bizantino del siglo VI, un anciano vestido con pieles de animales era golpeado ritualmente con palos y le expulsaban de la ciudad. Su nombre está relacionado con Mamurio Veturio, que según la tradición era el herrero que fabricaba los escudos rituales (ancilia) que colgaban en el templo de Marte. Dado que el calendario romano comenzaba originalmente en marzo, el Sacrum Mamurio suele considerarse un ritual que marcaba la transición del año viejo al nuevo. Comparte algunas características con el ritual del chivo expiatorio o pharmakos. Pasado el tiempo, las Mamurales vinieron a sustituir a las segundas Equirria, celebradas por los saliares en honor de Marte.

## El artesano Mamurio
Según la leyenda, Numa, segundo rey de Roma, encargó a Mamurio la fabricación de once escudos idénticos al ancile sagrado que cayó del cielo como prenda del destino de Roma de dominación del mundo. El ancile era uno de los garantes sagrados del Estado romano (pignora imperii), y las réplicas pretendían ocultar la identidad del original y evitar así su robo; era, por tanto, una especie de "secreto público".
Los escudos estaban bajo el cuidado de los sacerdotes de Marte, los saliares, que los utilizaban en sus rituales. Como pago, Mamurio pidió que su nombre se conservara y recordara en la canción que cantaban estos sacerdotes, el Carmen Saliare, mientras ejecutaban movimientos con los escudos y realizaban su danza guerrera. Se conservan fragmentos de este himno arcaico, incluida la invocación a Mamurio. Varias fuentes mencionan la invocación del himno y la historia del herrero, pero sólo Lido describe el ritual con la paliza de un anciano.
También se supone que Mamurio hizo en bronce una estatua de bronce de Vertumno, traída a Roma en tiempos de Rómulo. Es posible que fuera oscano y se cree que fue enterrado en su tierra natal, ya que al final de un poema sobre Vertumno, Propercio hace que el dios exprese su deseo de que la tierra oscana no desgaste las hábiles manos de Mamurio. Se considera que Veturio es un apellido etrusco u oscano.
"Mamurio Veturio" se convirtió en el apodo de Marco Aurelio Mario Augusto, un antiguo herrero o metalúrgico que fue brevemente emperador romano en 269.

## Calendario y nombre
Se supone que el escudo divino cayó del cielo el 1 de marzo, primer día del mes marcio (Martius), llamado así por el dios Marte. En el calendario romano más antiguo, que los romanos creían instituido por Rómulo, el año de diez meses comenzaba con el mes de Marte, por lo que se asociaba al dios con el año agrícola y el ciclo de la vida y la muerte. El número de ancilias se corresponde con los doce meses del calendario reformado atribuido a Numa, y los estudiosos suelen interpretar que la Mamuralia era, originalmente, una fiesta de Año Nuevo, con diversas explicaciones sobre cómo se trasladó del principio del mes al punto medio.
La Mamuralia sólo se menciona como tal en calendarios y fuentes del siglo IV de la era cristiana y posteriores. En el calendario de Filócalo (del 354), se la sitúa el 14 de marzo, pero en el de Lido, en los idus. Los primeros calendarios existentes sitúan una Equirria, una de las carreras sacras de carros en honor de Marte, el 14 de marzo. La fiesta de Anna Perenna, diosa del año (annus), tenía lugar en los idus. Macrobio entendía que su doble nombre significaba "a lo largo del año" (perennis, en español "perenne"). Jane Ellen Harrison consideraba que Anna Perenna era el equivalente femenino de Mamurio, representando el año lunar a su año solar. Se suponía que los idus estaban determinados por la luna llena, lo que reflejaba el origen lunar del calendario romano. En el calendario más antiguo, los idus de marzo habrían sido la primera luna llena del nuevo año.
H. S. Versnel ha argumentado que los ajustes realizados en el calendario a lo largo del tiempo provocaron que la Mamuralia se trasladara de un lugar original como último día del año (el día anterior a las calendas de marzo) al día anterior a los idus, provocando que la Equirria del 27 de febrero se repitiera el 14 de marzo. Mamurio, según este punto de vista, se asociaba con Februarius, el mes de las purificaciones y el cuidado de los muertos con el que originalmente terminaba el año, y representaba conceptos de lustración, ritos de paso y liminalidad.
Dado que el nombre Veturius (Veturio) puede explicarse como relacionado con el latín vetus, veteris, "viejo", la figura ritual de Mamurio se ha interpretado a menudo como una personificación del Año Viejo, y el rito como su expulsión. Mamurio puede ser una forma de Mamers, el nombre de Marte en oscano (latín: Mavors). El nombre personal romano Mamercus (Mamerco) derivaba de Mamers, que a su vez se formaba doblando la raíz vocativa del nombre del dios; Mamurius estaría así relacionado con el vocativo Marmar en el Carmen Arvale, el canto de culto de los hermanos arvales. Mamurius Veturius sería el "viejo Marte" como personificación del año.
El erudito tardo-republicano Varrón, sin embargo, toma el nombre Mamuri Veturi tal y como aparece en el canto saliano y lo analiza dentro de un campo semántico perteneciente a la "memoria", derivando el verbo reduplicativo meminisse ("recordar") de memoria ("memoria"), "porque lo que ha permanecido en la mente se vuelve a mover". También coloca el verbo causativo monêre, "advertir, aconsejar, recordar", en este mismo grupo, explicando que la acción verbal está destinada a crear un recuerdo o monimenta, "monumento(s)". Por lo tanto, dice Varrón, que cuando los salios cantan Mamuri Veturi, se están refiriendo simbólicamente (significativamente) a la memoria arcaica.
Plutarco, en un extenso pasaje sobre los escudos en su Vida de Numa, también señala que Mamurio era invocado por los salios, pero que "algunos dicen" que la frase no significa el nombre, sino veterem memoriam, un "recuerdo antiguo".
William Warde Fowler, en su obra de 1899 sobre las fiestas romanas, coincidió con Mommsen en que la historia de Mamurio podría ser "uno de esos ejemplos comparativamente raros de ritual posterior que surge del mito". El nombre de Mamurio, tal como lo cantaban los salios en marzo, puede haberse unido a la Equirria del 14 de marzo, que se omite en las fuentes que enumeran las Mamurales.

## Ritual
La descripción más completa del ritual conocido como Mamuralia la ofrece Lido en su obra del siglo VI De mensibus ("Sobre los meses"). Lido relata que un anciano llamado Mamurio, fue vestido con pieles de animales y golpeado con palos blancos, es decir, ramas peladas, despojadas de la corteza. Según una interpretación estructuralista, los palos pelados invierten así la cubierta de carne humana lisa con pieles ásperas de animales. Aunque Lido no afirma que el anciano fuera expulsado de la ciudad, los estudiosos suelen inferir que sí lo fue. Tal como se representa en el mito de la ancilia, el artesano Mamurio parecería una figura benéfica, y su castigo, inmerecido.
Lo tardío de este relato ha suscitado dudas sobre la autenticidad o antigüedad de la fiesta, ya que las referencias en los calendarios republicanos e imperiales o en las fuentes literarias son inexistentes o indirectas. Lido pudo haber malinterpretado las descripciones de los ritos salios. Servio dice que se consagraba un día a Mamurio en el que los salios "golpeaban una piel imitando su arte", es decir, los golpes dados por un herrero. Un pasaje de Minucio Félix indica que los salios golpeaban pieles mientras los escudos eran llevados en procesión. Se ha interpretado que dos mosaicos de época imperial ilustran el rito de Mamurio. El mosaico calendárico de El Djem, Túnez (África romana), que sitúa marzo como el primer mes, muestra a tres hombres golpeando con palos una piel de animal.
La idea que Lido tiene de Mamurio puede estar relacionada con la tradición medieval del hombre salvaje del bosque, que podría desempeñar un papel similar en las ceremonias de invierno o año nuevo relacionadas con la Duodécima Noche y el carnaval.
Es mencionado un templum Mamurii, en el Liber Pontificalis donde debían celebrarse estos rituales de las fiestas Mamurales.

## Statua Mamuri
Una estatua de bronce de Mamurio se alzaba cerca del templo de Quirino a lo largo de la Alta Semita, en la Regio VI Alta Semita. Es probable que estuviera relacionada con la Curia Saliorum Collinorum, la curia de los Colline Salii, que podrían haberla dedicado.

## Clivus Mamurius
La "calle Mamurio" aparece en los registros medievales, y tomó su nombre de la estatua. Según el humanista italiano Pomponio Leto, la estatua y el "barrio de Mamurio" (Vicus Mamuri) se encontraban en la iglesia de Santa Susanna, en la colina del Quirinal, aunque los catálogos regionales la sitúan más cerca del Capitolium Vetus.